# Episodi di The Life and Times of Juniper Lee (terza stagione)
La terza stagione è andata in onda:
- Stati Uniti: 2006-2007 su Cartoon Network
- Italia: 2007 su Cartoon Network

| nº | Titolo originale             | Titolo italiano                                 | Prima TV USA      | Prima TV Italia |
| -- | ---------------------------- | ----------------------------------------------- | ----------------- | --------------- |
| 1  | Party Monsters               | La festa dei mostri                             | 16 agosto 2006    | 8 marzo 2007    |
| 2  | Who's Your Daddy?            | Chi è il tuo papà?                              | 24 agosto 2006    | 14 marzo 2007   |
| 3  | Water We Fighting For?       | Battaglia in fondo al mare                      | 30 agosto 2006    | 24 marzo 2007   |
| 4  | Feets Too Big                | La festa di benvenuto a Lyla                    | 8 settembre 2006  | 30 marzo 2007   |
| 5  | Citizen June                 | Le elezioni scolastiche                         | 15 settembre 2006 | 14 aprile 2007  |
| 6  | Make Me Up Before You Go-Go  | Storia di una creatura proveniente dallo spazio | 22 settembre 2006 | 20 aprile 2007  |
| 7  | Out of the Past              | Un tuffo nel passato                            | 29 settembre 2006 | 25 aprile 2007  |
| 8  | Sealed With a Fist!          | Boomfist batte Trasgressione                    | 3 novembre 2006   | 3 maggio 2007   |
| 9  | Little Big Mah               | La versione pre-adolescente di Jasmine          | 10 novembre 2006  | 10 maggio 2007  |
| 10 | Te Xuan Me?                  | Un ruolo di Te Xuan Tzé per Ray Ray             | 24 novembre 2006  | 18 maggio 2007  |
| 11 | Food for Naught              | Una nullità per la catena alimentare            | 1º dicembre 2006  | 25 maggio 2007  |
| 12 | A Helping H.A.M.             | Dare una mano all'H. A. M.                      | 15 dicembre 2006  | 1º giugno 2007  |
| 13 | The Kids Stay in the Picture | I ragazzi al cinema                             | 6 febbraio 2007   | 8 giugno 2007   |
| 14 | Every Witch Way But Loose    | Tutti contro Zia Roon: la battaglia finale      | 9 aprile 2007     | 22 giugno 2007  |